# Silanol (grupo funcional)

Trimetilsilanol

Dimetilsilanodiol

Silanol é o análogo do álcool para compostos de silício, ou seja, são compostos em que uma hidroxila está ligada a um átomo de silício.
Em um sentido mais estrito, os silanóis são os derivados dos silanos em que uma hidroxila substitui um hidrogênio, ou seja, SinH2n + 1OH, mas o nome também é aplicado aos derivados do silanol H3SiOH em que os hidrogênios são substituídos por radicais orgânicos R3SiOH.
Os silanois são produzidos pela hidrólise ou metanólise dos silanos ou dos organossilanos. Estes são os monômeros dos polissiloxanos; a reação de polimerização é catalisada por HCl.